# Xã Vergennes, Michigan
Xã Vergennes (tiếng Anh: Vergennes Township) là một xã thuộc quận Kent, tiểu bang Michigan, Hoa Kỳ. Năm 2010, dân số của xã này là 4.189 người.